# Panteón de Orizaba
El panteón de Orizaba, oficialmente Cementerio municipal Juan de la Luz Enríquez, es el único cementerio civil de la Ciudad de Orizaba, Veracruz con una enorme extensión y fundado en 1897 por las autoridades civiles tras la compra de los terrenos del anterior panteón civil por parte de la Cervecería Moctezuma. 
Este panteón es uno de los sitios turísticos más importantes de la ciudad y región ya que en su interior se encuentra la Piedra del Gigante que es un documento histórico en piedra que data de alrededor del año 1300 d. C. el cual se cree sea la representación de un sacrificio en honor de Xipe Totec y asimismo, el panteón tiene 35 tumbas que han sido declaradas monumentos históricos por la autoridad municipal dentro de las cuales la más famosa es una escultura en mármol denominada La niña del Ángel.

## Historia
Como en todo el territorio nacional, antiguamente todos los templos católicos albergaban en su interior o exterior las tumbas siendo también la iglesia administradores de los panteones y quienes llevaban estos registros hasta que a partir de la entrada en vigor de las Leyes de Reforma juaristas y la creación de los Registros civiles, son las autoridades civiles las encargadas de la sepultura de los difuntos prohibiendo que se inhumaran más cuerpos en los templos. El primer panteón civil de la ciudad de Orizaba funcionó desde el año de 1857 a 1894 en los terrenos de lo que hoy en día es la Cervecería Moctezuma que en esos entonces era la salida de la ciudad hacia el sur. Con la compra de los terrenos por parte de la compañía regiomontana y el augurio de nuevos y mejores tiempos económicos para la región muchos cuerpos y tumbas que tuvieron los medios para hacerlo trasladaron a sus difuntos al nuevo panteón civil que se encuentra ubicado en terrenos anexos al templo de Santa Gertrudis cercanos a la vía del ferrocarril que fue fundado en 1873 y cerca también del límite con el pueblo de Barrio Nuevo. A partir de entonces esta enorme extensión de 4 hectáreas serviría de última morada a las generaciones posteriores de orizabeños comenzando a llenarse con importantes monumentos históricos en su interior. Actualmente el Ayuntamiento de Orizaba promueve con éxito temporadas de recorridos nocturnos al interior del panteón para acercar al turismo a las bellezas del arte legado dentro de este cementerio.

## Monumentos históricos del panteón de Orizaba

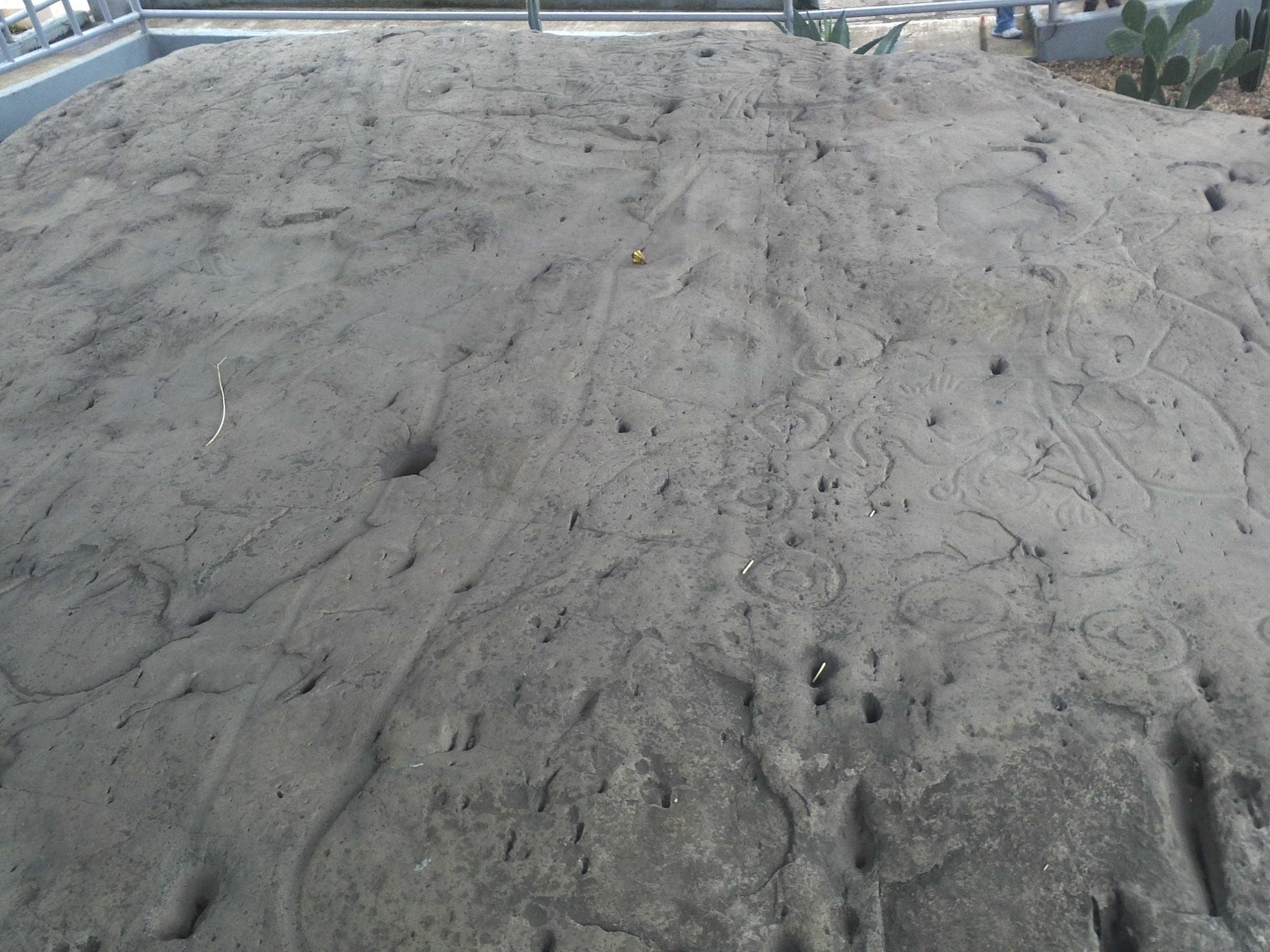
Grabados en la Piedra del Gigante

- La Piedra del Gigante.- Aunque este monumento es mucho más antiguo que el panteón y la ciudad misma de Orizaba, pues se calcula que existe desde el año 1300 d. C. el terreno donde se ubica el panteón abarcó a este que es el primer documento histórico sobre la región. Se trata de un monolito expulsado por la última erupción del volcán Pico de Orizaba (Mito ya que no hay información fidedigna) que se encuentra muy erosionado. Esta piedra de seis metros por ocho metros y metro y medio de altura y casi 60 toneladas de peso al parecer fue seleccionada por los antiguos habitantes de Ahuilizapan para conmemorar un hecho histórico del siglo XVI que fue el ascenso del tlatoani azteca Moctezuma Xocoyotzin grabando la representación del sacrificio de un hombre de cinco metros de altura por lo que por eso se le conoce como el gigante. Este hombre presenta rasgos como el rostro descarnado, el cuero cabelludo arrancado, los brazos abiertos en forma de cruz, los intestinos de fuera y la pierna izquierda amarrada lo cual está relacionado con el sacrificio en honor del dios de la fertilidad Xipe Totec. Alrededor de esta piedra se han creado muchas leyendas, alguna de las cuales dice que Hernán Cortés y la Malinche posiblemente hayan estado presentes físicamente en este lugar.
- La niña del Ángel.- Es la tumba de la pequeña Ana María Dolores Segura y Couto quien falleció el 6 de julio de 1908 en la ciudad a la edad de dos años y tres meses al encenderse su vestido con una veladora. Sus padres vivían en la Ciudad de México de origen español y en esos entonces no podían trasladarse los cadáveres con facilidad por lo que tuvieron que dejarla enterrada en Orizaba y para que siempre estuviera custodiada y recordada, los padres mandaron a hacer una escultura de mármol con el maestro italiano Reinaldo Cuagnelli siendo la representación de la niña dormida y acostada con los ojos abiertos y su ángel de la guarda que la custodia y la resguarda en todo momento del sol y de la lluvia. Existen leyendas que la población ha creado en torno a esta bella escultura. También se sabe que familiares de la niña intentaron llevarse del panteón la escultura sin éxito y asimismo autoridades culturales intentaron trasladar la escultura al Museo de arte del Estado de Veracruz con sede en Orizaba, sin obtener autorización del Ayuntamiento quienes lo conservan por ser un patrimonio de Orizaba y de su cementerio.[3]

## Personajes sepultados en el Panteón de Orizaba
En este panteón se encuentran sepultados o estuvieron sepultados hombres y mujeres ilustres que aportaron a la sociedad durante su tiempo, muchas tumbas de los cuales lamentablemente se encuentran en el abandono:
- Rafael Delgado. Escritor cordobés radicado en Orizaba durante el siglo XIX. Autor de novelas de trascendencia como Angelina y La Calandria.
- Valentín González Suárez. Trabajador originario de Asturias que vivió muchos años en Orizaba siendo precursor del Instituto Mexicano del Seguro Social.
- General Ignacio de la Llave. Existen restos del ilustre personaje veracruzano aunque no se encuentra el cuerpo completo, en el centro exacto del panteón en donde se levantó una columna con un águila republicana en su cúspide.
- Melitón Guzmán y Romero. Ilustre profesor originario del municipio de Acultzingo, cronista e historiador de su tiempo quien vivió en el siglo XIX y fundador de importantes centros educativos.
- Leonor Sánchez López. Mártir orizabeña de la persecución religiosa de 1937. Sus restos permanecieron en el panteón desde su muerte hasta 2013 en que fueron exhumados a la Catedral de Orizaba para iniciar oficialmente un proceso de canonización.
- Coronel José Antonio Soler. Militar español que llegó a Orizaba durante la Triple intervención de las Potencias a México en 1862 quedándose a vivir aquí y casándose con la orizabeña Emilia Fernández Flores siendo abuelos del reconocido compositor infantil Francisco Gabilondo Soler quien en su canción "El Ropero" lo inmortaliza con la frase: "Hay que bonita espada de mi abuelito el coronel"
- José Lama. Destacado profesor de comienzos del siglo XX quien entregó su vida al Colegio Preparatorio de Orizaba. Falleció en 1947 a la edad de 58 años.

## Galería
| Panteón de Orizaba |  |  |
|                    |  |  |
|                    |  |  |
|                    |  |  |